# Xysticus lutzi
Xysticus lutzi is een spinnensoort uit de familie van de krabspinnen (Thomisidae).
De wetenschappelijke naam van de soort werd in 1935 gepubliceerd door Willis John Gertsch.